# Степной сельсовет (Светлинский район)
Степной сельсовет — сельское поселение в Светлинском районе Оренбургской области Российской Федерации.
Административный центр — посёлок Степной.

## История
Статус и границы сельского поселения установлены Законом Оренбургской области от 2 сентября 2004 года № 1424/211-III-ОЗ «О наделении муниципальных образований Оренбургской области статусом муниципального района, городского округа, городского поселения, установлении и изменении границ муниципальных образований».

## Население
| 2010 | 2012 | 2013 | 2014 | 2015 | 2016 | 2017 |
| ---- | ---- | ---- | ---- | ---- | ---- | ---- |
| 712  | ↘699 | ↘663 | ↘620 | ↘604 | ↘595 | ↘587 |
| 2018 | 2019 | 2020 | 2021 |      |      |      |
| ↘557 | ↘529 | ↘508 | ↘480 |      |      |      |

## Состав сельского поселения
| № | Населённый пункт | Тип населённого пункта          | Население |
| - | ---------------- | ------------------------------- | --------- |
| 1 | Рудниковый       | посёлок                         | 76        |
| 2 | Степной          | посёлок, административный центр | 636       |